# لعبة مولي
لعبة مولي (بالإنجليزية: Molly's Game)‏ هو فيلم جريمة دراما أمريكي تم إنتاجه في سنة 2017 وهو من إخراج آرون سوركين وبطولة جيسيكا شاستاين وإدريس البا وكيفين كوستنر ومايكل سيرا وبرايان جيمس وكريس أوداود وغراهام غرين وجو كيري. قصة الفيلم تتكلم عن لاعبة البوكر مولي بلوم ونجاحها في البوكر وثم اعتقالها من قبل مكتب التحقيقات الفيدرالي، وقد تم ترشيح هذا الفيلم لنيل عدة جوائز مثل بافتا وغولدن غلوب.

## البطولة
- جيسيكا شاستاين بدور مولي بلوم
- سامانثا إيسلر بدور مولي وهي مراهقة
- بيبر هاول بدور مولي الطفلة
- إدريس إلبا بدور تشارلي جافي
- كيفن كوستنر بدور لاري بلوم
- مايكل سيرا بدور اللاعب إكس
- برايان جيمس بدور براد
- كريس أوداود بدور دوغلاس دوني
- جون تشارلز ماكينزي بدور هاريسون ويلستون
- بيل كامب بدور هارلان أوستيس
- غراهام غرين بدور القاضي فوكسمان
- جيرمي سترونغ بدور دين كيث
- ماتيو دي ماتيو بدور بوبي
- جو كيري بدور كول
- ناتالي كريل بدور وينستون
- كلير رانكين بدور شارلين بلوم
- ماديسون مكينلي بدور شيلبي
- خالد كلاين بدور نيل
- فكتور صرفتي بدور دييغو
- جون باس بدور شيلبي حبيب

## التقييم
حاز الفيلم على تقييم 81% في موقع الطماطم الفاسدة، وذكر النقاد فيه أن الفيلم طرح بشكل مثير للفضول وأن جيسيكا شاستاين وإدريس ألبا والمخرج آرون سوركين قدموا أداء رائع فيه ويُشكل تجربةً سينمائيةً مميزةً تستحق المشاهدة وجدير بالترشح لجائزة الأوسكار لأفضل سيناريو مقتبس. على موقع ميتاكريتيك حاز الفيلم على درجة 71 من 100 وحاز على 46 نقد معظمها إيجابي.

## وصلات خارجية
- لعبة مولي على موقع IMDb (الإنجليزية)
- لعبة مولي على موقع ميتاكريتيك (الإنجليزية)
- لعبة مولي على موقع روتن توميتوز (الإنجليزية)
- لعبة مولي على موقع نتفليكس (الإنجليزية)
- لعبة مولي على موقع قاعدة بيانات الأفلام العربية
- لعبة مولي على موقع ألو سيني (الفرنسية)
- لعبة مولي على موقع Turner Classic Movies (الإنجليزية)
- لعبة مولي على موقع أول موفي (الإنجليزية)
- لعبة مولي على موقع بوكس أوفيس موجو (الإنجليزية)
- لعبة مولي على موقع فيلمافينيتي (الإسبانية)
- الموقع الرسمي
- لعبة مولي على قاعدة بيانات الأفلام على الإنترنت